# Javier Andrés Cuéllar

Javier Andrés Cuéllar (Ibagué, Tolima, 17 de enero de 1985) es el director general de Crédito Público y Tesoro Nacional del Ministerio de Hacienda y Crédito Público y expresidente del Fondo Nacional de Garantías (FNG).
En su carrera como financiero, empresario y administrador público ha participado en iniciativas relacionadas con la economía popular, el tejido empresarial y la inclusión crediticia y financiera en Colombia.

## Formación académica
Es egresado de la Facultad de Finanzas y Relaciones Internacionales de la Universidad Externado de Colombia, donde obtuvo la Beca Externadista de Honor por méritos académicos. Posteriormente, realizó estudios de posgrado en la Universidad de los Andes, una maestría en Administración Pública en London School of Economics y una maestría en Administración de Negocios en Hult International Business School. Además, cuenta con la certificación Chartered Financial Analyst (CFA), relacionada con mercados internacionales y finanzas. 

## Trayectoria profesional
Antes de su nombramiento en la Dirección General de Crédito Público y Tesoro Nacional del Ministerio de Hacienda y Crédito Público, se desempeñó como Presidente del Fondo Nacional de Garantías, así como otros roles destacados en el sector público y privado en Colombia, Estados Unidos e Inglaterra.

### Ministerio de Hacienda y Crédito Público
Hizo su práctica universitaria en la Dirección General de Crédito Público y Tesoro Nacional en el 2006. Entre 2017 y 2021, ejerció diferentes roles en las subdirecciones de Financiamiento Interno de la Nación, Riesgos, Asociaciones Público-Privadas y Tesorería. En 2025, se convirtió en el primer practicante en ser nombrado Director General de Crédito Público y Tesoro Nacional. 

### Fondo Nacional de Garantías
Se desempeñó como delegado de los ministros de Hacienda, Mauricio Cárdenas, Alberto Carrasquilla y José Manuel Restrepo Abondano, en la junta directiva entre 2018 y 2021. Fue coautor del programa Unidos por Colombia, que permitió garantizar créditos al tejido empresarial colombiano por cerca de $60 billones durante los años de la pandemia. Entre 2021 y 2022, fue el primer vicepresidente de riesgos de la entidad, encargado de estructurar un equipo técnico especializado en gestión de riesgos.
Desde su nombramiento como presidente en 2023, impulsó una estrategia institucional orientada a ampliar el acceso al crédito, particularmente se enfocó en la inclusión financiera y crediticia. Según cifras institucionales, facilitó el acceso al crédito a cerca de dos millones de microempresarios y personas en situación social y económica vulnerable.

##### Compromiso con la formalización de emprendedores:
Como presidente, centró sus esfuerzos en promover la transformación de emprendedores informales en empresarios formales. Su afirmación, “Muchos emprendedores, pero pocos empresarios”, ha sido citada como una expresión de su enfoque en el cierre de brechas de acceso al crédito y fomento de la formalización como herramienta clave para el desarrollo económico sostenible.
Bajo su liderazgo, el FNG implementó iniciativas para facilitar el acceso al crédito a micronegocios y poblaciones vulnerables, desarrollando iniciativas orientadas en el fortalecimiento de la economía popular y el acceso al crédito. Estas estrategias buscaron apoyar a negocios emergentes en distintas regiones del país.

### State Street Bank and Trust Company
Su trayectoria en el sector financiero privado internacional inicia en el State Street Bank en Boston en 2013, donde se desempeñó como Senior Business Analyst, en el que estuvo a cargo de la estrategia corporativa del banco en América Latina y el Caribe. Posteriormente fue ascendido al cargo de Assistant Vice President y fue transferido a Londres en 2014, donde lideró un amplio equipo en 13 países de la región EMEA (Europa, Medio Oriente y África) en funciones de cumplimiento regulatorio.    

### Fondo de Garantías de Instituciones Financieras
Trabajó en la mesa de dinero de Fogafín como administrador de portafolios de la reserva del seguro de depósitos de Colombia entre 2009 y 2012. En colaboración con el programa Reserves Advisory and Management Partnership (RAMP) del Banco Mundial, lideró la transición de manejo pasivo (indexación) a manejo activo de portafolios de inversión, permitiendo una mayor diversificación en la gestión técnica de las reservas con inversiones en los mercados internacionales.

## Trayectoria empresarial

### T4 Colombia
Es una marca taiwanesa especializada en bebidas a base de té (bubble tea). Mientras vivía en Londres se hizo cliente frecuente de su tienda en Stratford, donde no solo desarrolló gusto por el producto, sino que entendió que podría fundar su primera empresa a partir del alto nivel de recompra de este producto.
En febrero de 2016, negoció los derechos de la marca T4 para Colombia y otros países de Latinoamérica, lo que le permitiría operar el negocio bajo el formato de franquiciador máster para la región. 
Desde la apertura de la primera tienda en el centro comercial Parque Colina en Bogotá en diciembre de 2016, se ha expandido a Medellín, Cali, Barranquilla, Tunja e Ibagué, consolidando un portafolio de 28 tiendas. En el plan estratégico 2025-2030, se tiene previsto fortalecer la operación logística que permitirá construir una marca con 100 tiendas, no solo en Colombia, sino en otros países de Latinoamérica.
Su enfoque en la adaptación de un modelo global a las preferencias locales permitió el posicionamiento destacado de la marca en el sector de alimentos y bebidas en Colombia. Bajo su liderazgo y gestión, la empresa ha implementado estrategias centradas en sostenibilidad, innovación y experiencia memorable, generando empleo local y promoviendo el consumo de productos diferenciados y saludables. 

## Juntas Directivas
Durante su carrera profesional, ha sido miembro de diferentes juntas directivas de empresas en los sectores público y privado, entre las que se destacan las siguientes entidades del Grupo Bicentenario.

### Fiduagraria
Entre 2019 y 2022, fue presidente del comité de riesgos de la junta directiva en calidad de miembro independiente. Entre 2023 y 2024, ejerció el rol de miembro principal patrimonial, por la participación accionaria que tiene el Fondo Nacional de Garantías en esta sociedad fiduciaria.

### Fiduprevisora
Participó como codirector de la sociedad fiduciaria entre los años 2022 y 2023, en el rol de representante del presidente de la República en la junta directiva.

### Fondo Nacional de Garantías
Fue delegado de los ministros de Hacienda, Mauricio Cárdenas, Alberto Carrasquilla y José Manuel Restrepo Abondano, en la junta directiva entre 2018 y 2021. En 2021, asumió el rol de presidente de la junta directiva tras el retiro Saúl Pineda, ex viceministro de desarrollo empresarial del Ministerio de Comercio, Industria y Turismo.

## Reconocimientos
En 2024, el Fondo Nacional de Garantías fue reconocido por Great Place to Work, firma global de consultoría en gestión del ambiente laboral, como la mejor empresa para trabajar en Colombia, dentro de la categoría de 300 a 1.500 colaboradores. Este reconocimiento destacó las políticas laborales del FNG enfocadas en la equidad, el bienestar integral y el desarrollo profesional de sus empleados.
Esta fue la primera vez que una entidad pública ocupa la primera posición en el ranking de mejores empresas para trabajar en el país. Bajo el liderazgo de Javier Cuéllar, el FNG construyó una cultura organizacional basada en valores que van más allá de los estándares típicos de gestión del talento humano, que se convirtieron en el ADN organizacional y principios clave para alcanzar altos niveles de empatía y buen trato en todas las interacciones dentro y fuera de la entidad. 
De igual forma, durante su administración, el FNG también fue reconocido como el mejor lugar para trabajar para las mujeres, promoviendo un ambiente laboral inclusivo y equitativo, donde las mujeres pueden desarrollarse profesionalmente en mejores condiciones.